# 담양역
담양역(Damyang station, 潭陽驛)은 전라남도 담양군 담양읍 백동리에 있었던 역이다. 광주선 지선 중 우선 개통된 구간의 종착역이었으며, 전라선 금지역과 연결할 예정으로 공사를 진행하였으나, 1944년 공사가 중단된 후 선로공출령에 따라 철거되었다. 현재 플랫폼만 남아 있다.

## 연혁
- 1922년 12월 1일 : 보통역으로 영업 개시[1]
- 1944년 11월 1일 : 선로공출명령으로 광주~담양 간의 선로철거로 폐역